# Мендяново
Мендя́ново (рос. Мендяново, башк. Мәндән) — село у складі Альшеєвського району Башкортостану, Росія. Адміністративний центр Мендяновської сільської ради.
Населення — 412 осіб (2010; 502 в 2002).
Національний склад:
- татари — 81 %